# Tenet (film)
Pour les articles homonymes, voir Tenet.
Pour plus de détails, voir Fiche technique et Distribution.
Tenet est un thriller de science-fiction américano-britannique écrit et réalisé par Christopher Nolan, sorti en 2020.
Il met en vedette John David Washington, avec Robert Pattinson, Elizabeth Debicki, Dimple Kapadia, Michael Caine et Kenneth Branagh. L'intrigue suit un agent secret (incarné par John David Washington) qui est contraint de manipuler l'écoulement du temps pour empêcher l'avènement d'une Troisième Guerre mondiale.
Christopher Nolan a mis plus de cinq ans à écrire le scénario, après avoir travaillé sur les idées centrales de Tenet pendant plus d'une décennie. La pré-production a commencé fin 2018, le casting en mars 2019, et le tournage principal a duré six mois, au Danemark, en Estonie, en Inde, en Italie, en Norvège, au Royaume-Uni et aux États-Unis, de mai à novembre 2019. Le directeur de la photographie Hoyte van Hoytema a tourné le film aux formats 70 mm et IMAX. Les scènes comprenant de la manipulation du temps ont été filmées à la fois en avant et en arrière ; plus d'une centaine de véhicules divers ont été utilisés au total.
Retardé trois fois en raison de la pandémie de Covid-19, Tenet est finalement sorti en Europe à la fin du mois d'août 2020 et aux États-Unis début septembre. Premier film hollywoodien à gros budget à sortir dans les salles après la fin du confinement, il cumule à ce jour 350 millions de dollars de recettes dans le monde. Il est le film le plus rentable de l'année 2020 en France. Il a reçu des avis généralement positifs, qui ont loué les performances des acteurs, la production et la qualité visuelle du métrage, bien que la complexité de l'intrigue et le mixage sonore aient suscité des critiques.

## Synopsis
Un agent de la CIA, le « protagoniste » (John David Washington), s'infiltre au sein d'une opération clandestine russe : le vol d'un objet mystérieux, supposé être du plutonium, durant une prise d'otages dans un opéra à Kiev. Alors qu'il est en danger, il est sauvé par une « balle inversée » tirée par un agent masqué ayant comme signe distinctif une lanière rouge sur son sac à dos. Le protagoniste rejoint les agents russes qui — ayant compris le but réel de ce dernier — le torturent. Celui-ci préfère se suicider en croquant une capsule de cyanure plutôt que de leur donner les informations qu'ils veulent. À son réveil, le protagoniste apprend que la capsule était vide et que tout cela n'était qu'un test en vue de le recruter pour une opération spéciale. Parmi les rares informations, on lui révèle le mot tenet, ainsi qu'un geste à effectuer, entrecroisant les doigts des deux mains, pour reconnaître de potentiels alliés.
Grâce à ce mot magique, « tenet », le protagoniste rencontre Barbara (Clémence Poésy), une scientifique qui lui montre certains objets dont l'entropie est inversée : par exemple, une balle revient dans le pistolet dont le chargeur était vide lorsque le protagoniste fait le geste de viser une cible. Ces objets ressemblant aux débris d'une guerre, le protagoniste apprend qu'une immense menace venue du futur plane sur l'humanité, pouvant mener à une Troisième Guerre mondiale, de nature non définie, mais pire que nucléaire.
Notant que l'alliage formant la balle est originaire de l'Inde, le protagoniste se rend à Bombay où, aidé par un contact local, Neil (Robert Pattinson), il rencontre un fabricant d'armes et surtout son épouse, Priya (Dimple Kapadia), qui est la réelle dirigeante de l'entreprise. Celle-ci lui révèle que les balles inversées viennent d'un milliardaire et marchand d'armes anglo-russe nommé Andrei Sator (Kenneth Branagh), qui communiquerait avec le futur.
Afin de pouvoir rencontrer Sator et sur les conseils d'un lord anglais, Michael Crosby (Michael Caine), le protagoniste conclut un accord avec Katherine « Kat » Barton (Elizabeth Debicki), l'épouse de Sator. Spécialiste en art, elle a fait acheter à son mari une peinture de Goya qui s'est avérée être une copie, dont l'auteur s'appelle Arepo. Cette erreur pouvant la mener en prison, Sator en profite pour la faire chanter et l'empêche par ailleurs de passer du temps avec leur fils Max. Pendant leur discussion dans un restaurant, elle mentionne leurs vacances au Viêt Nam, où après une dispute elle aurait aperçu une femme plonger du yacht de son mari et exprime son désir d'être comme elle, « libre ». Kat promet au protagoniste de lui faire rencontrer Sator si le tableau est détruit. Le protagoniste va alors tout tenter pour arrêter Sator et ses mauvaises intentions.
Le plan élaboré par Neil pour retrouver et détruire le tableau, stocké dans un port franc à haute sécurité de l'aéroport d'Oslo, construit par l'entreprise Rotas, est de faire exploser un avion en le faisant s'écraser en roulant vers le hangar, de manière à déclencher le système de sécurité et les laisser seuls dans le bâtiment. Or, une fois ce plan mis à exécution, ils ne trouvent pas le tableau dans le local loué par Sator, mais découvrent une sorte de tourniquet à deux sorties séparées par une vitre. Le protagoniste remarque des impacts de balle sur cette vitre. Deux hommes masqués sortent du tourniquet, dont un semble être inversé ; un combat s'ensuit contre le protagoniste tandis que Neil court après l'autre homme masqué. Cependant, les deux hommes masqués parviennent à s'échapper.
Après ces événements, le protagoniste parvient à rencontrer Sator, mais manque de se faire tuer par celui-ci. Il lui propose alors de voler pour lui une cargaison de plutonium qui traverse l'Europe vers un site de stockage. Une fois la mallette censée contenir le plutonium volée à Tallinn, s'ensuit une dangereuse course-poursuite sur une autoroute face à des voitures inversées dont une est occupée par Sator portant un masque de ventilation non invasive, qui retient Kat en otage. Le protagoniste envoie alors la mallette à Sator, en la faisant rebondir sur une voiture grise apparemment sortie de nulle part, afin de sauver Kat, mais il est finalement capturé par les hommes de Sator qui l'amènent dans un hangar devant une paroi vitrée. De l'autre côté apparaît Sator qui, portant un masque de ventilation, menace de tuer Kat. Le protagoniste explique alors que le plutonium se trouve dans la voiture qu'il conduisait auparavant, tandis que Sator, non masqué, arrive dans la pièce où il se trouve.
L'arrivée de forces spéciales de l'organisation Tenet oblige Sator et ses hommes à s'enfuir par un tourniquet qui permet de passer de l'autre côté de la paroi vitrée. Le protagoniste apprend par Neil et Ives, le chef des forces spéciales, que ce tourniquet est une technologie permettant d'inverser l'entropie d'un objet ou d'une personne, l'amenant à remonter dans le temps à condition toutefois de porter un masque pour respirer ; c'est ce qui permet à Sator d'avoir toujours un coup d'avance. Ives explique alors que le seul moyen de sauver Kat, touchée par une balle inversée alors qu'elle-même n'était pas inversée, est de l'« inverser » elle aussi.
Le protagoniste, Neil et les forces spéciales prennent alors le tourniquet pour revenir en arrière. Le protagoniste décide de revenir prendre Sator en chasse sur l'autoroute, en revenant au moment précédant le vol du plutonium ; il finit par permettre à Sator de récupérer le contenu de la mallette qui a été envoyé dans la voiture du protagoniste inversé par lui-même. Échappant de peu à la mort dans l'incendie de cette voiture, il est sauvé de l'hypothermie (effet des brûlures inversées) par les forces spéciales.
Pour quitter l'inversion, le protagoniste, Kat et Neil doivent de nouveau pénétrer dans l'aéroport d'Oslo, mais cette fois-ci en sens inverse afin d'accéder au tourniquet du hangar. Masqué, le protagoniste pénètre dans les lieux en profitant de la brèche causée une semaine plus tôt par l'avion, et s'ensuit un combat contre le protagoniste non-masqué venant détruire le tableau : dans cette séquence, déjà vue dans l'autre sens, il se battait donc contre lui-même et l'homme que Neil pourchassait était le protagoniste « inversé » revenu dans le sens normal, et que celui-ci, l'ayant reconnu, a laissé s'échapper.
Désormais à nouveau dans le sens normal, le protagoniste voit une nouvelle fois Priya, qui lui explique que l'objet censé contenir le plutonium est en fait l'un des neuf éléments d'un « algorithme » contenant la formule de l'inversion. Lorsque toutes les pièces seront assemblées dans une « bombe », l'entropie de la Terre sera inversée, ce qui provoquera la mort de tous les êtres vivants. Or Sator porte une montre connectée qui, dès le dernier battement de son cœur, déclenchera la transmission des coordonnées de l'algorithme : s'il meurt, les générations futures pourront revenir dans le présent et de profiter de la Terre avant qu'elle ne soit détruite par les changements climatiques et tout le monde mourra.
Kat explique que Sator est de toute manière condamné par un cancer du pancréas incurable. Ils décident, avec les forces spéciales, de tout mettre en œuvre pour arrêter Sator. Ils choisissent de retourner dans le passé dans la ville secrète de Stalsk-12, où se trouve l'appareil assemblant les neuf parties de l'algorithme. Pendant ce temps-là et afin que l'opération s'effectue comme prévu, Kat retourne sur le yacht au moment de ses vacances au Viêt Nam pour empêcher le suicide de Sator, qui a lui aussi décidé d'y revenir pour y finir sa vie.
Arrive alors la bataille finale où un combat monumental fait s'affronter deux camps disposant chacun de combattants normaux et de combattants inversés. Le protagoniste et Ives se retrouvent dans un souterrain, séparés par une grille de l'algorithme, avec devant eux un homme mort portant un sac à dos avec une lanière rouge. L'homme mort se relève et sauve le protagoniste en prenant une balle qui lui était destinée : on comprend alors que cet homme est inversé en le voyant ouvrir la grille et quitter le souterrain en marche arrière. Pendant ce temps, sur le yacht au Viêt Nam, Kat finit par tirer sur Sator, sans attendre qu'il se suicide, puis plonge dans l'eau : elle est elle-même la femme « libre » qu'elle avait aperçue au début du film. Le protagoniste et Ives sont sauvés in extremis de l'explosion du souterrain par Neil.
Ils ont emporté l'algorithme et le divisent en trois parties afin qu'aucun d'entre eux ne sache où se trouvent les autres éléments. Mais Neil donne sa part au protagoniste, qui remarque alors une lanière rouge sur son sac : il comprend que c'est Neil qui l'a sauvé pendant la prise d'otage à l'Opéra et qu'il va à présent s'inverser une nouvelle fois afin de se sacrifier pour lui dans le souterrain. Neil révèle avoir été recruté par le protagoniste dans sa version du futur ; il a été envoyé dans le passé pour le sauver et l'accompagner tout au long de cette opération.
Quelque temps plus tard, à Londres, le protagoniste empêche Priya de tuer Kat en lui tirant dessus, à la suite d'un message laissé par Kat sur son répondeur que celle-ci lui enverra quelques secondes plus tard, l'alertant qu'une voiture semblait la suivre (le protagoniste étant revenu en arrière entre-temps). On comprend alors que c'est lui qui formera les forces spéciales dans le futur et qui sera à leur tête. Le dernier plan montre Kat et son fils Max, enfin réunis et libérés de Sator, protégés par le protagoniste.

## Fiche technique
Sauf indication contraire, les informations mentionnées dans cette section peuvent être confirmées par la base de données cinématographiques IMDb,  présente dans la section « Liens externes ».
- Titre original et français : Tenet
- Réalisation et scénario : Christopher Nolan
- Musique : Ludwig Göransson
- Direction artistique : Toby Britton et Rory Bruen
- Décors : Nathan Crowley
- Costumes : Jeffrey Kurland
- Photographie : Hoyte van Hoytema
- Montage : Jennifer Lame
- Production : Christopher Nolan et Emma Thomas
- Production déléguée : Thomas Hayslip
- Sociétés de production : Warner Bros. Pictures et Syncopy
- Société de distribution : Warner Bros. Pictures (États-Unis, Royaume-Uni et France)
- Budget : 250 millions dollars[1]
- Pays de production :  États-Unis,  Royaume-Uni
- Langue originale : anglais
- Formats : couleur — 35 mm / 70 mm / IMAX — 2,39:1 / 2,20:1 / 1,43:1 — son DTS / Dolby Digital / IMAX 6-Track / Dolby Surround 7.1 / Sonics-DDP
- Genres : science-fiction, action, thriller, espionnage
- Durée : 150 minutes
- Dates de sortie :
  - France : 24 août 2020 (avant-premières)[2] ; 26 août 2020 (sortie nationale)
  - Belgique, Royaume-Uni, Canada : 26 août 2020
  - États-Unis : 3 septembre 2020
- Classification : 
  - États-Unis : PG-13
  - France : tous publics

## Distribution
- John David Washington (VF : Namakan Koné ; VQ : Christian Perrault) : le protagoniste
- Robert Pattinson (VF : Thomas Roditi ; VQ : Nicholas Savard L'Herbier) : Neil
- Elizabeth Debicki (VF : Céline Mauge ; VQ : Catherine Proulx-Lemay) : Katherine « Kat » Barton
- Kenneth Branagh (VF : Renaud Marx ; VQ : Normand D'Amour) : Andrei Sator, homme d'affaires
- Dimple Kapadia (VF : Sylvia Bergé ; VQ : Élise Bertrand) : Priya Singh
- Michael Caine (VF : Frédéric Cerdal) : Sir Michael Crosby
- Aaron Taylor-Johnson (VF : Laurent Maurel ; VQ : Xavier Dolan) : Ives
- Martin Donovan (VF : Guillaume Orsat) : Victor
- Fiona Dourif (VF : Olivia Luccioni ; VQ : Émilie Gilbert): Wheeler
- Yuri Kolokolnikov : Volkov
- Himesh Patel (VF : Eilias Changuel ; VQ : Maël Davan-Soulas) : Mahir
- Clémence Poésy (VF : elle-même) : Barbara, scientifique
- Jack Cutmore-Scott (VF : Anatole de Bodinat) : Klaus
- Andrew Howard : Stephen
- Denzil Smith : Liam
- Sean Avery : un soldat rouge
- Wes Chatham : Agent 3 du SWAT

version française réalisée par la société de doublage Dubbing Brothers, sous la direction artistique de Michel Derain, avec une adaptation des dialogues de Pierre Arson.
 Source et légende : version française (VF) sur RS Doublage

## Production

### Genèse et développement
Le réalisateur et scénariste Christopher Nolan avait déjà imaginé l'histoire de Tenet il y a une vingtaine d'années, mais il a précisé qu'il travaillait sur la version finale du script depuis sept ans. Le titre du film est un palindrome (tiré du carré Sator), c'est-à-dire qu'il peut se lire de gauche à droite et de droite à gauche. De plus, Nolan a fait un effort pour éviter que son film ne soit influencé par d'autres films d'espionnages qu'il avait en tête. Enfin, le superviseur des effets spéciaux, Scott R. Fisher, a visionné plusieurs films et documentaires traitant de la Seconde Guerre mondiale afin de rendre le film le plus réaliste possible.

### Attribution des rôles
En mars 2019, John David Washington, Robert Pattinson et Elizabeth Debicki sont annoncés au casting principal,. Par la suite, la présence de Dimple Kapadia, Aaron Taylor-Johnson, Clémence Poésy, Michael Caine et Kenneth Branagh a été confirmée au début du tournage. En août, c'est au tour de Himesh Patel d'intégrer la distribution, avant d'être rejoint par Denzil Smith en septembre. La participation de Martin Donovan au film est révélée au grand public lors de la diffusion de la première bande-annonce.
En janvier 2020, l'ancien joueur de hockey sur glace Sean Avery annonce qu'il apparaîtrait dans le film. Les mois suivants, Jack Cutmore-Scott rejoint la distribution du film.

### Tournage
Le tournage débute en mai 2019. Il a lieu dans plusieurs pays comme le Royaume-Uni, l'Estonie, l'Italie, l'Irlande, les États-Unis et l'Inde,,.
Le 30 juin, la route nationale 4 en Estonie est entièrement fermée pour les besoins du tournage.
La salle de spectacles Linnahall de Tallinn est également utilisée.
En septembre, le tournage se poursuit à Bombay.
L'équipe du film s'est ensuite déplacée à Victorville, en Californie, et a travaillé avec plus de quatre-vingt-dix figurants.
Le champ d'éoliennes est filmé au parc éolien de Nysted, au Danemark.
Enfin, il est annoncé qu'un Boeing 747 avait été détruit pour une scène du film.
Le réalisateur a enregistré 76 minutes du film avec des caméras IMAX 15/70 mm argentique, le reste du film (principalement les scènes de dialogues) a été tourné avec des caméras 70 mm classiques Super Panavision 70. Tenet a été projeté dans plus de treize salles dans le monde en IMAX 70 mm,.

### Musique
La musique du film est composée par Ludwig Göransson. Hans Zimmer, qui avait pour habitude de travailler avec Nolan, n'a pas pu participer au film car il s'était engagé pour composer la musique du film Dune,. Au cours de la pandémie de Covid-19, il est annoncé que les musiciens avaient réalisé les enregistrements depuis leur demeure.

## Accueil

### Promotion
La première bande-annonce ainsi qu'un extrait du film ont été dévoilés en décembre 2019 lors de séances IMAX pour Star Wars, épisode IX : L'Ascension de Skywalker. Un spot télévisé est également publié en mai. Le logo inversé du film, stylisé par Nolan sous la forme « T E N Ǝ ꓕ », avait été modifié à l'époque, car il était trop proche de celui d'une firme de composants pour bicyclette.
Avec un budget de production compris entre 200 et 225 millions de dollars, Tenet est le deuxième projet le plus cher réalisé par Nolan.
Au cours de l'été 2020, plusieurs petites bandes-annonces, sous forme de spots, sont publiées sur Internet ainsi que sur les réseaux sociaux.

### Sortie
Initialement prévue pour le 17 juillet 2020, la sortie du film s'est vue repoussée au 31 juillet en raison de la pandémie de Covid-19,,. Par la suite, le film est de nouveau décalé, cette fois-ci au 12 août.
Peu de temps après avoir été suspendue indéfiniment la sortie du film, à l'international, est annoncée pour le 26 août dans soixante-dix pays, dont l'Australie, le Canada, la France, l'Allemagne, l'Italie, le Japon, la Corée du Sud, la Russie et le Royaume-Uni. Aux États-Unis, la sortie est prévue pour le 3 septembre selon la situation sanitaire dans les différentes villes. Enfin, la sortie du film en Chine est fixée au 4 septembre.

### Accueil critique
Le film reçoit des critiques généralement favorables des critiques professionnels.
En France, le site Allociné propose une moyenne de 3,7⁄5 à partir de l'interprétation de 33 critiques de presse.
Pour Marine Quinchon de la revue Les Fiches du cinéma, « Film d'action et d’espionnage, « Tenet » déroule les thèmes de prédilection de Christopher Nolan – la thématique du temps « manipulable », l’imminence de la fin du monde – au fil de séquences plus spectaculaires les unes que les autres. Jubilatoire. ».
D'après Charlotte Marsal de la chaîne de télévision CNews, « Christopher Nolan prouve avec ce nouveau long-métrage d'une grande complexité qu’il reste un cinéaste hors pair ».
Il obtient la note de 6,5⁄10 une semaine après sa sortie, sur le site francophone SensCritique, recensant plus de 12 000 avis du public près d'un mois après sa sortie.
Dans les pays anglophones, il obtient 81 % d'opinions favorables sur le site américain Rotten Tomatoes. Ces notes sont toutefois légèrement moins bonnes que la majorité des autres films du réalisateur.

### Box-office
Contrairement aux règles habituelles en France, aucun chiffre du box-office n'est communiqué le jour de la sortie. Le démarrage est toutefois une réussite, avec plus de 800 000 entrées en une semaine. Il est notamment resté plus de cinq semaines en tête du box-office en France. Cependant, ce succès n'est que superficiel. Il a en effet connu une fréquentation réduite à l'international et il est loin derrière les deux derniers films de Christopher Nolan, Interstellar en 2014 (690 millions de dollars) et Dunkerque en 2017 (520 millions de dollars).
Le film atteint tout de même les 300 millions de dollars de recette début octobre, soit cinq semaines après sa sortie en salle, ce qui est encore loin de permettre sa rentabilisation. En France, le film totalise 2 349 310 d'entrées, ce qui est le plus grand succès de l'année 2020.
| Pays ou région | Box-office        | Date d'arrêt du box-office | Nombre de semaines |
| -------------- | ----------------- | -------------------------- | ------------------ |
| États-Unis     | 58 456 624 $      | 15 avril 2021              | 73                 |
| France         | 2 343 931 entrées | 4 novembre 2020            | 11                 |
| Total mondial  | 363 656 624 $     | 15 avril 2021              | 73                 |

### Distinctions
Tenet reçoit une nomination aux Golden Globes 2021 dans la catégorie « meilleure musique de film » ainsi que deux nominations aux Oscars 2021 pour les « meilleurs décors » et les « meilleurs effets visuels »,,. Il est lauréat de cette dernière catégorie. Scott Fisher, Andrew Jackson et Andrew Lockley sont également nommés pour la 74e cérémonie des British Academy Film Awards dans la catégorie « meilleurs effets visuels ».

## Analyse

### Inversion de l'entropie d'un objet

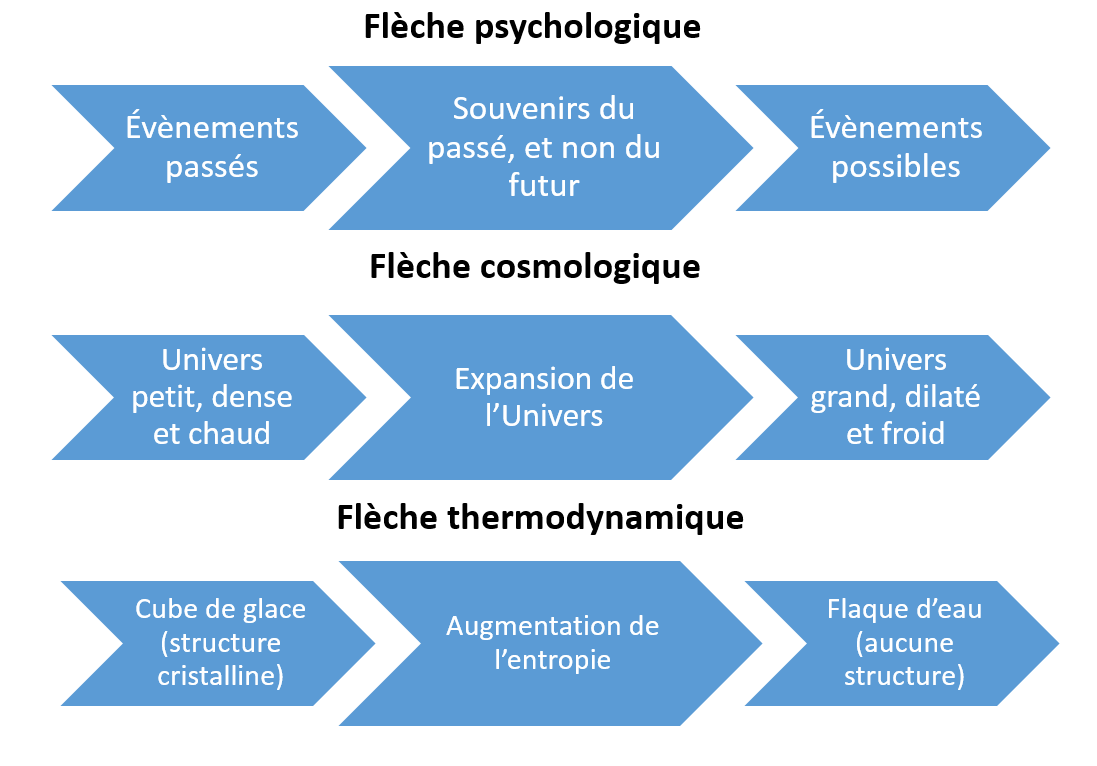
Flèches du temps psychologique, cosmologique et thermodynamique.

L'inversion de la flèche du temps thermodynamique par diminution de l'entropie d'un objet est un des points clés du film. L'aspect le plus spectaculaire en est le déplacement ou la modification d'un objet avant que cet objet n'ait été physiquement touché par ce qui déclenche son déplacement ou est à l'origine de sa modification. Du point de vue extérieur d'un être humain, la flèche du temps conséquentielle est inversée : l'effet précède la cause.
Cela tient au déroulement parallèle, mais opposé, des deux lignes temporelles entre l'objet touché ou modifié et l'élément qui va l'altérer. Du point de vue du spectateur, la flèche du temps psychologique est orientée de manière « classique ». Du point de vue de l'objet altéré, la flèche du temps est dans l'autre sens. Si un élément ou une personne dont la ligne temporelle est « classique » touche ou altère un élément dont la ligne temporelle est inversée, on peut alors définir un point de contact entre ces deux lignes temporelles. À partir de ce point de contact, l'objet touché va subir une modification, du fait de l'influence extérieure. Mais cette ligne temporelle étant à l'opposé de la ligne temporelle de la personne l'ayant altérée (et des spectateurs dans le cas du film), l'effet se passe donc dans le passé de la personne ou de la chose ayant causé le contact. Il en ressort le paradoxe temporel et visuel de l'objet bougeant avant le contact avec la personne.
Pour le physicien Étienne Klein, interrogé sur les aspects scientifiques du film par le magazine Marianne, l'inversion de l'entropie d'un objet est « en théorie » possible : « À ce titre, la séquence de la balle tirée à l'envers ne contredit pas la physique puisqu'elle est une illustration de la nature réversible des équations de la physique ». Mais le physicien précise: « Seule la direction des phénomènes peut être physiquement inversée, non celle du cours du temps ».

### Tourniquet temporel
Le film ne traite pas de voyage dans le temps (comme dans la trilogie Retour vers le futur par exemple) mais d'un tourniquet temporel inversant le temps des objets et personnes et, donc, de la possibilité de poursuivre sa propre ligne temporelle dans un univers dont la ligne temporelle est inversée (du point de vue de la personne ayant franchi le tourniquet temporel). Un voyageur souhaitant revenir plusieurs semaines dans le passé doit donc vivre dans cette temporalité inversée tout le temps nécessaire pour revenir au point dans le temps qu'il souhaite atteindre, vieillissant dans le processus.

Diagramme de Feynman de production de paire.

Le personnage de Neil évoque les théories de Feynman et Wheeler selon lesquelles un positon pourrait être un électron voyageant temporellement à rebours. En lien avec cela, le tourniquet temporel à l'aéroport est une illustration du phénomène de création de paires : observé selon une flèche du temps thermodynamique — comme lors de la première fois que cette scène se déroule dans le film —, il semble que le protagoniste revenu à cet endroit apparaisse « sortir » du tourniquet des deux côtés : en temps inversé, pour son combat avec lui-même, et en temps normal, pour sa rencontre avec Neil ; de même qu’un électron et un positon apparaissent « créés » d’un rayon γ,.
Si l'inversion de l'entropie apparaît relativement plausible pour le physicien Étienne Klein, le tourniquet temporel se heurterait à deux barrières physiques. D'abord, le principe de causalité qui postule que si un événement a eu lieu, il demeurera toujours vrai qu'il ait eu lieu. Ensuite, à supposer même que le tourniquet temporel puisse effectivement inverser la causalité, la coexistence de flèches opposées au sein d'une même temporalité, comme c'est le cas dans le film, est impossible. Selon Etienne Klein, « s'il existait des hommes capables d'avancer à rebours de notre temps, nous pourrions à la rigueur les croiser, mais de façon très fugitive : ils ne nous "accompagneraient" pas dans la succession de nos instants présents, puisqu’ils n’en croiseraient qu’un seul ».

### Rétrocausalité quantique
Une analyse en parallèle à des expériences récentes sur la causalité inversée est possible, mettant en jeu le principe de cohérence de Novikov.

### Mouvement en tenaille temporelle
Le postulat du film est qu'une personne voyageant vers le passé peut interagir avec des éléments dont la ligne temporelle est classique et, ainsi, modifier leurs futurs (aussi appelé « tenaille temporelle » ou « étau temporel »). Les deux lignes temporelles se déroulant de manière synchrone (mais à l'opposé), ladite personne modifie son passé et son avenir simultanément. C'est ce qui explique que le protagoniste se retrouve aux prises avec lui-même dans l'entrepôt Rotas. Cette confrontation est le point de pivot des deux temporalités du protagoniste : la temporalité classique dans laquelle il s'introduit une première fois dans l’entrepôt pour y dérober le faux Goya et la temporalité inverse dans laquelle il fait pénétrer l'épouse de Sator afin de la ramener dans la temporalité classique. Le tourniquet servant de sas entre les deux temporalités, il en découle que les deux versions d'une même personne cohabitent physiquement au minimum les quelques secondes correspondant au franchissement du sas. Dans le cas de l’entrepôt Rotas, le protagoniste dans la temporalité classique, n'ayant pas encore connaissance des possibilités du tourniquet temporel, ne comprend pas qu'il puisse s'agir de lui-même, a fortiori à cause du masque couvrant le visage de sa version « inversée ». Le protagoniste dans la temporalité inversée comprend le phénomène, mais ne peut que tenter de s'échapper en ne se blessant pas lui-même.
Comme ce qui est arrivé dans le passé est connu avant de franchir le tourniquet temporel, une personne remontant le temps possède la connaissance du futur dans la temporalité inversée (car il ne s'agit ni plus ni moins que de son passé). Elle peut donc tenter de modifier le présent qui est commun aux deux temporalités, forte de cette connaissance. Toute modification du présent devient un nouveau passé pour l'ensemble des personnes vivant dans la ligne temporelle classique. Ainsi, les faits relatés ne sont potentiellement qu'une « version » d'une multitude d'allers-retours dans le temps et d'autant d'interactions qui disparaissent au moment où une nouvelle succession d'événements a été créée par les différents protagonistes agissant sur le cours des événements le long de la ligne temporelle classique.
Un autre exemple en est la scène de braquage à Tallinn. Si l'on « stoppe » l'action à un point précis de la scène, on y retrouve en premier lieu le protagoniste et Neil à bord d'une BMW dans la temporalité classique (et qui est celle de la narration du film). À ce point précis du temps, du point de vue du spectateur, Sator n'est pas encore au courant du braquage en cours. Il le sera après avoir capturé et interrogé le protagoniste quelques minutes plus tard. Mais profitant du tourniquet temporel, et fort de cette information, il peut remonter le temps et agir dans le présent de ce braquage. Ce nouveau présent devient dès lors le présent du protagoniste et du spectateur. Il semble donc que Sator ait pu agir avant de savoir, mais en fait de son point de vue à lui, il a bien obtenu l'information après le braquage et ensuite pu agir en conséquence. Le présent dans lequel le braquage aurait été effectué sans l'intervention de Sator n'a donc en fait jamais existé. Dans la temporalité classique, celle de la narration, la simple intention de Sator devient finalement l'élément déclencheur de la modification du présent tout comme la balle inversée revient dans la main du protagoniste au moment précis où il a l'intention de la lâcher.
Ce mouvement de tenaille temporelle se retrouve à différentes échelles dans la narration : durant la bataille finale, les équipes bleues et rouges de l'organisation Tenet se battent simultanément mais dans des temporalités inverses, l'équipe rouge (se déplaçant classiquement du passé vers le futur) étant informée par l'équipe bleue (inversée) de l'issue du combat, et notamment de la position de l'entrée du puits où est caché l'algorithme. Cette tenaille temporelle se déroule sur un temps d'une dizaine de minutes, mais la narration entière du film constitue elle-même une tenaille temporelle dans laquelle le protagoniste joue « l'équipe rouge » puis « l'équipe bleue » : du début à la moitié du film, le protagoniste avance du passé vers le futur en quête d'information, jusqu'à ce qu'il s'inverse dans le tourniquet du port-franc de Tallinn, qui le ramène temporellement aux événements du port-franc d'Oslo, puis après avoir soigné Kate, il emprunte à nouveau le tourniquet du navire Magne Viking qui le ramène au même moment que les événements du siège de l'Opéra, où il opère la bataille finale. Ainsi, le protagoniste avance dans le futur pour s'informer, puis retourne dans le passé fort des apprentissages qu'il a faits, prêt à livrer bataille contre Sator. Finalement, les dernières scènes du film laissent entrevoir au spectateur une dernière tenaille temporelle, non plus sur l'échelle de quelques minutes ou quelques semaines, mais sur plusieurs années. Le protagoniste apprend en effet que la mystérieuse organisation Tenet qui lui est venue en aide sera fondée par lui-même dans le futur. Ainsi, à la suite des événements montrés dans le film, le protagoniste avance dans le temps, fonde Tenet puis vient en aide à son « lui-même du passé » (celui qui nous est donné à voir durant le film) à l'aide des connaissances et ressources qu'il a pu obtenir dans le futur.

### Titre et références au carré Sator

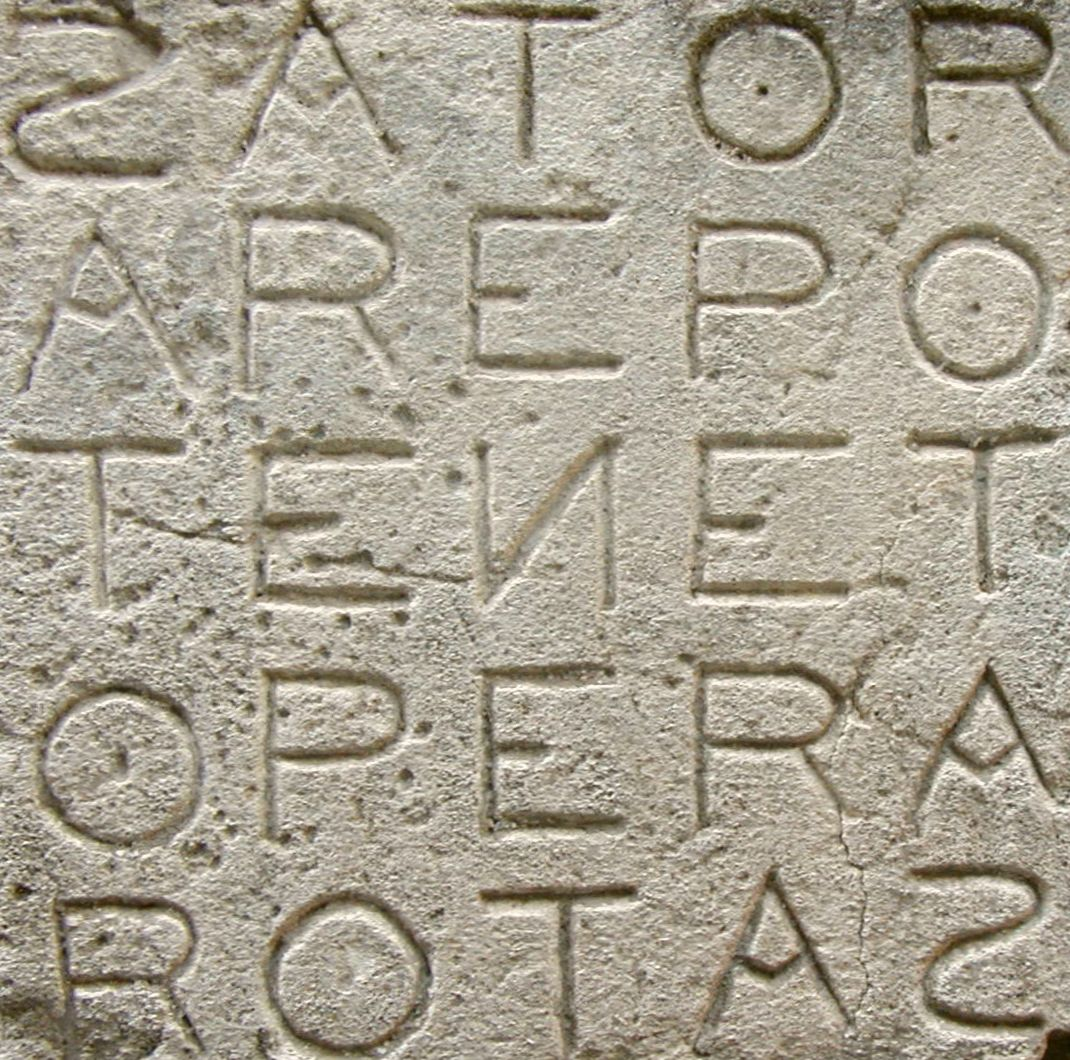
Carré Sator situé à Oppède.

Le titre du film est un mot anglais signifiant « principe », « doctrine », qui a la particularité d'être un palindrome. Il est également un mot du carré Sator (carré magique de l'Antiquité contenant le palindrome latin SATOR AREPO TENET OPERA ROTAS) dont les autres mots sont également employés dans le film : en plus du mot Tenet qui désigne l'organisation secrète, Sator est le nom du personnage joué par Kenneth Branagh ; Arepo est le faussaire qui réalise les faux Goya ; la séquence d'ouverture se déroule dans un opéra ; et Rotas est une entreprise de stockage, en forme de pentagone, dans laquelle se trouve une machine temporelle.